# Moracina M
Moracin M es un inhibidor de la fosfodiesterasa-4 aislado de  Morus alba.
Los extractos de morera Morus alba presentan actividad antioxidante, así como una elevada acción contra los microbios. La bioactividad de la Moracina era bien conocida, sobre todo por su acción antibacteriana.